# Memory (brano musicale)
Memory è un brano musicale scritto da Andrew Lloyd Webber per il musical Cats.
Si tratta di uno dei brani più noti del compositore, ed uno dei più celebri brani di musical in assoluto, noto soprattutto per le incisioni di Elaine Paige e Barbra Streisand. Musicato da Llo ispirato a Rapsodia in una notte di vento di T.S. Eliot, è cantato da Grizabella, una vecchia gatta emarginata che riflette sulla propria solitudine, ripensando alla giovinezza perduta ed alla felicità dei giorni passati.

## Versioni
Tecnicamente la tessitura è quella centrale di un mezzosoprano. Originariamente, il brano doveva essere eseguito non da una cantante professionista ma dall'attrice teatrale Judi Dench, sostituita all'ultimo momento da Elaine Paige, che portò il brano al successo internazionale, realizzandone tre incisioni in studio e diverse registrazioni dal vivo. La canzone raggiunse la posizione n. 6 nella Official Singles Chart. Il brano è stato, inoltre, eseguito da cantanti quali Betty Buckley (che ha interpretato Grizabella a Broadway), Barbra Streisand, Raffaella Carrà, Milva, Tiziana Rivale (tradotto in italiano ed intitolato Piano, con testo di Roberto Ferri, ed inserito nell'album Tiziana Rivale), Sarah Brightman (che nel 1995 ne ha cantato anche una versione in italiano, intitolata Piano), Simone Simons (Epica), Barry Manilow, Judy Collins, Barbara Dickson, Petula Clark, Ute Lemper e Angelika Milster (versione in tedesco intitolata Erinnerung). Il pezzo è stato anche "trasformato" per essere cantato da uomini, come Michael Crawford e Jo (eseguito al concerto del 7 luglio 1990 a Roma). La canzone vanta, inoltre, numerose versioni strumentali ed è stata anche inserita nella telenovela brasiliana Nido di serpenti. Nel 2014 è stata eseguita nel diciannovesimo episodio della quinta stagione di Glee da Chris Colfer e June Squibb. Nel 2019 viene interpretato da Jennifer Hudson nel film Cats.

### Testo
Il testo richiama diverse frasi utilizzate da Eliot in Rapsodia in una notte di vento.
| Frasi di T. S. Eliot                                       | Adattamento nella canzone                            |
| ---------------------------------------------------------- | ---------------------------------------------------- |
| Twelve o'clock                                             | Midnight                                             |
| The moon has lost her memory                               | Has the moon lost her memory?                        |
| She is alone                                               | She is smiling alone                                 |
| Every street lamp that I pass Beats like a fatalistic drum | Every street lamp seems to beat a fatalistic warning |
| The street lamp sputtered The street lamp muttered         | Someone mutters and a street lamp gutters            |
| With all the old nocturnal smells                          | The stale cold smell of morning                      |
| Memory!                                                    | All alone with the memory                            |
| Sleep, prepare for life                                    | Look, a new day has begun                            |